# Andreja Milutinović
Andreja Milutinović (in serbo Андрија Милутиновић?; Kragujevac, 6 agosto 1990) è un cestista serbo.